# Guadalupe de Ramírez
Guadalupe de Ramírez är en kommun i Mexiko.   Den ligger i delstaten Oaxaca, i den sydöstra delen av landet, 210 km sydost om huvudstaden Mexico City.